# 罗萨里奥中央
罗萨里奥中央竞技俱乐部（西班牙語：Club Atlético Rosario Central），一般稱為羅沙里奧中央，是阿根廷罗萨里奥的一个足球俱乐部。现参加阿根廷足球甲级联赛。罗萨里奥中央队的同城对手为纽韦尔老男孩。兩隊之間的比賽被稱為羅薩里奧德比（「Clásico Rosarino」），是阿根廷足壇的一大盛事。
罗萨里奥中央队曾4次夺得阿甲联赛冠军。

## 俱樂部荣誉
- 阿甲联赛
  - 冠军：1971, 1973, 1980, 1986-87
  - 亚军：1970, 1974, 1974, 1999年春季
- 南美足協盃
  - 冠軍：1995年；
  - 亞軍：1998年；

## 著名球員
- （Ángel Fabián Di María，2005年-2007年）
- （Giovani Lo Celso，2015年-2016年）

## 羅薩里奧德比
羅薩里奥德比（“Clásico Rosarino”）是阿根廷足壇中，竞争最激烈、關注度最高的比赛之一。第一场比賽于 1905 年 6 月 18 日举行，紐維爾舊生憑福斯蒂诺·冈萨雷斯的進球，以1-0 取得勝利。